# 더블루K
더블루K는 최순실이 2016년 1월 12일에 설립한 스포츠컨설팅 회사이다. 서울특별시 강남구 압구정로72길 21에 위치했었으며, 2016년 8월에 폐업하였다.